# 쯔양시
쯔양(자양, 중국어 간체자: 资阳, 정체자: 資陽, 병음: Zīyáng)은 쓰촨성의 지급시이다.

## 지리
쯔양시는 쓰촨 분지의 중부의 구릉지대에 속하고, 구릉지가 9할을 차지하며 나머지는 낮은 산이나 강가의 평지이다. 시역의 해발은 거의 300~550m 사이이다. 구릉지의 대부분은 경지이지만, 삼림이 시역의 3분의 1을 차지해, 장강 상류의 중요한 생태 보호림으로 지정되어 있다. 타강이 동남쪽 방향으로 흐르고, 퉈강과 부강의 지류가 구릉지로부터 흘러 지형을 침식하고 있다.
시역의 서부에는 쓰촨 분지를 북동쪽에서 남서쪽으로 관통하는 룽취안산맥이 있고, 시내의 최고 지점인 창쑹 사 부근은 1,059m에 이른다. 서쪽은 청두시가, 동쪽은 충칭시와 접하고 그 외에는 네이장시와 접한다.

## 기후
| 쯔양시의 기후                                                 | 쯔양시의 기후 | 쯔양시의 기후 | 쯔양시의 기후 | 쯔양시의 기후 | 쯔양시의 기후 | 쯔양시의 기후 | 쯔양시의 기후 | 쯔양시의 기후 | 쯔양시의 기후 | 쯔양시의 기후 | 쯔양시의 기후 | 쯔양시의 기후 | 쯔양시의 기후 |
| 월                                                            | 1월           | 2월           | 3월           | 4월           | 5월           | 6월           | 7월           | 8월           | 9월           | 10월          | 11월          | 12월          | 연간          |
| ------------------------------------------------------------- | ------------- | ------------- | ------------- | ------------- | ------------- | ------------- | ------------- | ------------- | ------------- | ------------- | ------------- | ------------- | ------------- |
| 역대 최고 기온 °C (°F)                                        | 18.9 (66.0)   | 23.2 (73.8)   | 31.9 (89.4)   | 34.1 (93.4)   | 37.8 (100.0)  | 36.6 (97.9)   | 38.2 (100.8)  | 38.6 (101.5)  | 38.0 (100.4)  | 31.0 (87.8)   | 25.6 (78.1)   | 19.4 (66.9)   | 38.6 (101.5)  |
| 일평균 최고 기온 °C (°F)                                      | 10.0 (50.0)   | 13.3 (55.9)   | 19.1 (66.4)   | 24.3 (75.7)   | 28.0 (82.4)   | 29.7 (85.5)   | 31.8 (89.2)   | 32.3 (90.1)   | 26.4 (79.5)   | 21.5 (70.7)   | 16.8 (62.2)   | 11.4 (52.5)   | 22.1 (71.7)   |
| 일일 평균 기온 °C (°F)                                        | 6.8 (44.2)    | 9.4 (48.9)    | 14.3 (57.7)   | 19.0 (66.2)   | 22.7 (72.9)   | 25.0 (77.0)   | 26.9 (80.4)   | 27.1 (80.8)   | 22.5 (72.5)   | 18.0 (64.4)   | 13.3 (55.9)   | 8.2 (46.8)    | 17.8 (64.0)   |
| 일평균 최저 기온 °C (°F)                                      | 4.2 (39.6)    | 6.5 (43.7)    | 10.6 (51.1)   | 14.8 (58.6)   | 18.5 (65.3)   | 21.4 (70.5)   | 23.4 (74.1)   | 23.4 (74.1)   | 19.9 (67.8)   | 15.8 (60.4)   | 10.9 (51.6)   | 5.9 (42.6)    | 14.6 (58.3)   |
| 역대 최저 기온 °C (°F)                                        | −2.6 (27.3)   | 0.2 (32.4)    | −0.3 (31.5)   | 5.5 (41.9)    | 9.2 (48.6)    | 14.9 (58.8)   | 17.9 (64.2)   | 16.5 (61.7)   | 13.4 (56.1)   | 4.7 (40.5)    | 1.7 (35.1)    | −2.6 (27.3)   | −2.6 (27.3)   |
| 평균 강수량 mm (인치)                                         | 10.0 (0.39)   | 14.0 (0.55)   | 26.4 (1.04)   | 50.7 (2.00)   | 82.9 (3.26)   | 141.0 (5.55)  | 171.4 (6.75)  | 180.2 (7.09)  | 106.6 (4.20)  | 44.2 (1.74)   | 16.3 (0.64)   | 9.5 (0.37)    | 853.2 (33.58) |
| 평균 강수일수 (≥ 0.1 mm)                                      | 7.7           | 7.2           | 9.6           | 11.6          | 12.7          | 14.2          | 14.0          | 12.5          | 14.3          | 13.7          | 7.7           | 6.4           | 131.6         |
| 평균 강설일수                                                 | 0.6           | 0.4           | 0             | 0             | 0             | 0             | 0             | 0             | 0             | 0             | 0             | 0.3           | 1.3           |
| 평균 상대 습도 (%)                                            | 82            | 78            | 73            | 72            | 70            | 78            | 81            | 80            | 83            | 84            | 83            | 83            | 79            |
| 평균 월간 일조시간                                            | 53.8          | 70.9          | 111.0         | 147.1         | 150.1         | 130.0         | 160.5         | 172.0         | 97.7          | 69.6          | 67.7          | 49.6          | 1,280         |
| 가능 일조율                                                   | 17            | 22            | 30            | 38            | 35            | 31            | 38            | 42            | 27            | 20            | 21            | 16            | 28            |
| 출처: 중국기상국 (평년값: 2006년~2020년, 극값: 1981년~2010년) |               |               |               |               |               |               |               |               |               |               |               |               |               |

## 역사
쯔양의 지명은 전한의 무제의 치세로 거슬러 올라간다. 중앙집권화를 진행시키고 있던 기원전 135년, 이곳에 자양현이 두어졌다. 자수(저강)의 북쪽으로 현성이 있던 것에서 자양이라는 이름이 지어졌다.
이후 네이장 지구, 네이장시에 속했지만, 1995년에 쯔양현이 현급시인 쯔양시로 개편, 네이장시로부터 분리되어 쓰촨성 직할시가 되었다. 나아가 1998년에는 국무원의 비준에 의해 네이장시의 관할 범위로부터 현재의 4현시가 쯔양 지구가 되었고, 2000년 7월 6일에는 지구가 폐지되고 쯔양시가 되었으며, 구 쯔양시는 옌장구가 되었다.
2016년 5월, 젠양시(현급 행정구역)가 쯔양시 서쪽에 인접한 청두시 관할로 변경되었다.

## 경제
농업, 어업, 축산업이 번성하고, 염소나 돼지의 사육 및 어획고는 쓰촨 성에서도 유수한 규모를 자랑한다. 최근에는 레몬 재배에 힘을 쓰고 있다. 또 공업은 청두와 충칭의 사이에 있는 지리적 이익을 살려 활발히 투자를 해 GDP도 급성장하고 있다. 관광 자원도 많아, 시내에는 안웨 석각(安岳石刻)이나 반월산(半月山) 등, 절벽에 조각된 거대한 불상이 다수 남아 있다.

## 행정 구역
1개의 시할구, 2개의 현을 관할한다.
- 옌장구(雁江区)
- 러즈현(乐至县)
- 안웨현(安岳县)

| 옌장구 안웨현 러즈현 |